# Auguste-Claude-François de Goddes de Varennes
Auguste-Claude-François de Goddes, marquis de Varennes, né le 19 janvier 1715 à Paris, mort le 26 février 1782 au château de Sautré à Feneu, est un aristocrate, militaire, bibliophile et chercheur érudit français du XVIIIe siècle .

## Biographie
Fils ainé du marquis Auguste-François de Goddes de Varennes (1684-1771), seigneur de la Perrière et de Sautré à Feneu, lieutenant-général au régiment des Gardes françaises et de Élisabeth-Geneviève de Vassan.
Il épouse le 22 février 1743, Jeanne-Madeleine le Pilleur d'Apligny.

### Carrière militaire
Sous-lieutenant au régiment des Gardes françaises vers 1734, lieutenant en 1737 puis capitaine en 1744.

### Siècle des Lumières

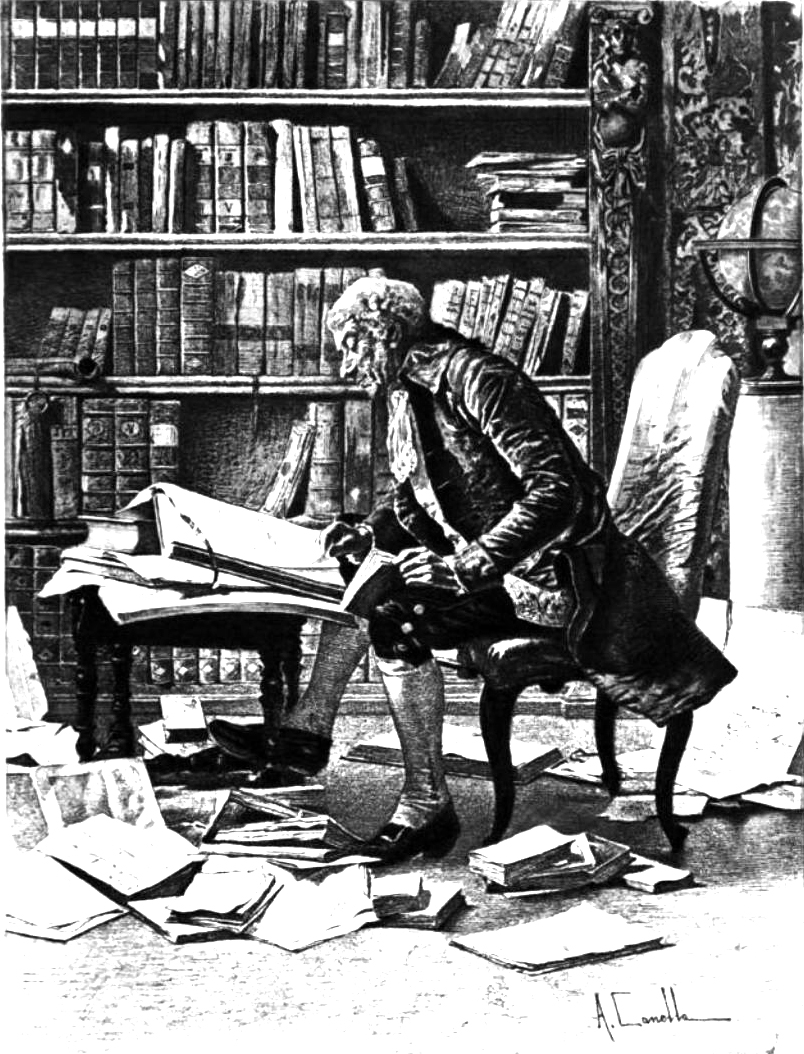
Un chercheur érudit du XVIIIe siècle

En 1754, il renonce à sa carrière militaire et se retire en son château de Sautré pour se consacrer à la recherche scientifique, dans cette demeure ; « il arrangea un cabinet de machines de physique et un cabinet d'histoire naturelle », il se procure des planches d'anatomie et de botanique.
Il se livre à des expériences « qui faisaient l'admiration de tous les physiciens de l'Anjou », « Il était mû par une curiosité insatiable s'étendant à toutes les sciences, à toutes les techniques » s'intéressant à la médecine, l'agronomie, aux arts, la bibliophilie, aux mathématiques, à l'histoire et la géographie.
Il enrichit la bibliothèque héritée de son grand-oncle le baron Le Clerc de Sautré, qui fut augmentée aussi à la mort de son père, des milliers d'ouvrages que celui-ci possédait à l'abbaye Saint-Nicolas d'Angers. Il composa un « Essai sur la géographie » et sur l'histoire de France. Il fut seigneur patron et fondateur de l'église de Feneu.
Au décès du capitaine de Varennes, un inventaire dressé par ses fils, comptera plus de vingt mille volumes, ce qui nécessitera la construction au château de Sautré d'un nouveau corps de logis pour les entreposer.
Son fils, Auguste-François-Chrysante de Goddes (1747-1811), marquis de Varennes, baron de Sautré, chevalier de Saint-Louis, capitaine au régiment du Roi infanterie, « s'adonna comme son père à la littérature », il fut reçu à l'Académie d'Angers en 1772. Il épouse en 1783 la fille du comte de Rochecotte, émigré à la Révolution, il meurt au château de Sautré en 1811,,,.

## Décorations
- Chevalier de l'Ordre royale et militaire de Saint-Louis en 1745[8].

## Source
- Un gentilhomme angevin au siècle des Lumières, Auguste-Claude-François de Goddes, marquis de Varennes (1715-1782), par Xavier Ferrieu, Annales de Bretagne et des pays de l'Ouest, 1976, 83-1, p. 93-109[9].